# Museu de Arte Contemporânea Yinchuan
O Museu de Arte Contemporânea de Yinchuan (em chinês:  银川当代美术馆; MOCA) aberto desde 2015 no noroeste da China, localiza-se na fronteira entre as zonas úmidas exuberantes e o árido deserto dividido pelo rio Amarelo. O MOCA Yinchuan busca promover oportunidades culturais, educacionais e de pesquisa entre o Oriente e o Ocidente com o apoio da Fundação Cultura e Artes de Ningxia Minsheng, em uma área com aparentemente nenhuma base para o crescimento da cultura e da arte contemporânea que foi escolhida para abraçar sua rica história ecológica.
O MOCA Yinchuan, fundado por Liu Wenjin, está localizado a 1 107 quilômetros a noroeste de Pequim, na cidade de Huaxin-Hetu. A área de 18,8 quilômetros quadrados, construída em uma plantação orgânica, inclui uma aldeia de artistas e um parque. O edifício do museu de 15 000 metros quadrados, projetado por Wiel Arets Architects (WAA), emula a topografia em constante mudança encontrada ao longo das margens do rio Amarelo. Durante o estágio de planejamento, o complexo era conhecido como o Centro de Artes do Rio Amarelo (YRAC), mas mudou seu nome para refletir seu compromisso com a arte contemporânea. O MOCA foi projetado pela empresa WAA (We Architect Anonymous Ltd, China) de Pequim para imitar as camadas de sedimentos deixadas pela mudança gradual do rio Amarelo localizado nas proximidades, assim, as camadas de sedimentação do rio inspiraram sua fachada futurista. A volumetria trabalhada responde às forças geológicas (erosão e sedimentação) visíveis nas dobras sedimentares abundantes na fachada.
Para visualizar os vincos e textura se requereu explorações utilizando técnicas paramétricas em determinados momentos durante o processo de projeto.
A arquiteta Di Zhang fundou o WAA  em Pequim com foco em arte e cultura, relacionando estes tópicos com projetos de arquitetura. Em 2015 o WAA concluiu seu projeto para o Museu de Arte Contemporânea Yinchuan (MOCA).
O museu foi construído com tecnologias GRC (concreto armado com vidro) que nunca foram utilizadas nesta escala anteriormente. O que permitiu a transição perfeita dos dados de programas de modelagem adicionados por computador à fabricação, eliminando o erro humano do processo de construção, o que permitiu a redução de desperdícios desnecessários nos materiais utilizados. O Museu de Arte Contemporânea (MOCA) inaugurou a exposição "Dimensão da Civilização" em agosto de 2015. A mostra inclui obras da pintura a óleo da dinastia Qing do museu e coleções de mapas antigos, um projeto de arte comunitário e arte contemporânea do Oriente Médio.